# Korpás László
Korpás László (Budapest, 1943. december 17. – Budapest, 2007. január 22.) magyar geológus, kartográfus, az MTA doktora.

## Tanulmányai
A Kölcsey Ferenc Gimnázium (Budapest)-ban érettségizett (1961). Egyetemi tanulmányait a budapesti Eötvös Loránd Tudományegyetemen végezte, geológus (1966) és térképész (1967) diplomákat szerzett.
Doktorált 1979-ben, Földtudományok kandidátusa (1979), az MTA doktora (2002).

## Tudományos tevékenysége
Szakmai pályafutását a Magyar Állami Földtani Intézetben kezdte és innen is ment nyugdíjba. Szakmai életútjának első harmadában tevékenységének súlypontját a földtani, esetenként egyúttal ércföldtani célú térképezés jelentette (Bakony, Börzsöny, Visegrádi-hegység, Rudabányai-hegység, Kuba), melyet egy időben térképészeti osztályvezetőként is irányított (1970-1971). Első monográfiája is ebből a korszakából datálódik, és a Csatkai Formáció részletes elemzésével, ősföldrajzi értelmezésével foglalkozik.
További tevékenysége során — táguló érdeklődési körének megfelelően — párhuzamosan művelt egymástól meglehetősen távol eső szakterületeket. Kubában először a földtani térképező expedícióban térképező csoportvezetőként dolgozott (1972-1974), majd 1983 és 1987 között irányította és aktív kidolgozója is volt Kuba első bauxitprognózisának, amit a trópusi szigetívek bauxitmodelljének is szánt. E feladata mellett a Központi Földtani Hivatal megbízottjaként ellátta a magyar-kubai földtani térképező expedíciók szakmai felügyeletét is.
Kubából hazatérve a Magyar Állami Földtani Intézet szedimentológiai osztályát vezette, ahol bauxit-anyakőzet tanulmányokat folytatott. Később, 1989-től projektvezetőként előbb a hazai paleo-karszt rendszerek kutatásával foglalkozott. E munkák során mélyült el a miocén vulkanizmus kutatásában a Börzsöny és a Visegrádi-hegység területén. Témaváltása és témabővülések révén írta meg harmadik akadémiai nagydoktori munkáját, a Magyarországon ismeretlen Carlin típusú aranyérc hazai potenciáljának felmérését. Az MTA doktora cím megszerzését követően a az édesvízi mészkő genetikai jelenségét is vizsgálta. 
Nemzetközi kutatásai révén számos országban dolgozott: éveket élt családjával Kubában, szakértői tevékenységeket látott el Peruban, Mexikóban, Nicaraguában, Jamaicán, Brazíliában, Spanyolországban, Izraelben, USA-ban, Angliában, Ausztriában, Romániában, Szlovéniában és Magyarországon több helyen is. Több magyar egyetemnek és főiskolának volt meghívott előadatója, egyetemi és doktorandusz hallgatókat támogatott, képzett. 
Tagságok: Magyarhoni Földtani Társulat, Magyar Földrajzi Társaság, Magyar Geofizikusok Egyesülete, Sociedad Cubana de Geología tiszteletbeli tagja, Geological Society of America. Illetve a Magyar Karszt- és Barlangkutató Társulat és a HUNGEO elnöki tisztségeit is betöltötte.

## Családja
Korpás Emil (1910-1980) és Görgényi (Gyermán) Julianna harmadik fia. Testvérei Dr. Korpás Balázs (1940-2000), Dr. Korpás Attila (1941-1979). 
Felesége Dr. Hódi Margit (Budapest, 1941-) geológus, paleontológus. Gyermekei Korpás Noémi (1968-) közgazdász és Dr. Korpás Zoltán (1971-) történész.

## Publikációk
Részletes publikációs listát közzétette Császár Géza: In Memoriam Korpás László. in: Földtani Közlöny. 137/2. (2007). pp 163-172.
1. BALLA Z . & KORPÁS L. 1980: A Börzsöny hegység vulkáni szerkezete és fejlődéstörténete. – Magyar Állami Földtani Intézet Évi Jelentése 1978-ról, 75-101.
2. BALLA Z . & KORPÁS L . 1980: A Dunazug-hegységi vulkánitok térképezésének módszertani kérdései. – Magyar Állami Földtani Intézet Évi Jelentése 1978-ro,/ 233-238.
3. BALÁZS, E., BÁLDI, T, DUDICH, E., GIDAI, L., KORPÁS, L., RADÓCZ, Gy., SZENTGYÖRGYI K., ZELENKA, T 1980: Structural and faciological study on the Eocene-Oligocene formations boundary in Hungary. – 26 Congrés Géologique International, Résumés, 1,199. Paris.
4. CSÁSZÁR, G., HAAS, J., HALMAI, J., HÁMOR, G. & KORPÁS, L. 1980: The Role of Tectonic Phases in H ungary's Geological Evolution. – 26. Congrés Géologique Internatational, Résumés, 1, 229. Paris.
5. BALÁZS, E., BARABÁS, A., BARTKÓ, L., BÉRCZI, I., GAJDOS, I., HAJDÚ MOLNÁR, K., HALMAI, J., HÁMOR, G., JÁMBOR, Á., KNESS, M., KONRÁD, Gy, KORPÁS, L., KORPÁSNÉ HÓDI, M., MADAI ,L., MÁTYÁS, E., MÉSZÁROS, L ., NÉMET, G ., NUSSER, A ., PAP, S ., RÉVÉSZ, I., RÓNAI, A ., SOMFAI, A ., SZALAY, Á ., SZENTGYÖRGYI ,K., SZÉLES, M., SZOKOLAI ,Gy. & VÖLGYI, L. 1981: Molasse formations in Hungary. – Hungarian Geological Institute, 185 p.
6. KORPÁS L . 1981: A Dunántúli Középhegység oligocén-alsómiocén képződményei. – Magyar Állami Földtani Intézet Évkönyve 64,140 p .
7. BALÁZS E., BÁLDI T, DUDICH E., GIDAI L., KORPÁS L., RADÓCZ Gy, SZENTGYÖRGYI K. & ZELENKA T., 1981: A magyarországi eocén/oligocén határ képződményeinek szerkezeti-faciális vázlata. – Földtani Közlöny 111,145-156.
8. BALLA Z., CSONGRÁDI J., HAVAS L. & KORPÁS L. 1981: A börzsönyi vulkánitok kora és K/Ar korm eg határozásuk pontossága. – Földtani Közlöny 111, 307-324.
9. CSÁSZÁR G., HAAS J., HALMAI J., HÁMOR G. & KORPÁS L. 1981: A fiatal alpi tektonikai fázisok szerepe Magyarország földtani fejlődésmenetében. – Magyar Állami Földtani Intézet Évi Jelentése 1980-ról 509-516.
10. KORPÁS L . 1982: (Magyarázó a Bakony hegység 20 000-es földtani térképsorozatához). – Magyar Állami Földtani Intézet, 60 p.
11. KORPÁS L . 1982: Bakonybél (Magyarázó a Bakony hegység 20 000-es földtani térképsorozatához) – Magyar Állami Földtani Intézet, 56 p .
12. KNAUER J. & KORPÁS L . 1982: Bakonycsernye (A Bakony hegység földtani térképe). Észlelési térkép 1:20 000 – Magyar Állami Földtani Intézet.
13. KNAUER J. & KORPÁS L. 1982: Bakonycsernye (A Bakony hegység földtani térképe). Fedetlen földtani térkép 1:20 000 – Magyar Állami Földtani Intézet.
14. KNAUER J., KOPEK G., KORPÁS L. & PEREGI ZS. 1982: Dudar (Magyarázó a Bakony hegység 20 000-es földtani térképsorozatához) – Magyar Állami Földtani Intézet, 59 p .
15. CSÁSZÁR, G., HAAS, ]., HALMAI, ]., HÁMOR, G. & KORPÁS, L. 1983: The role of late Alpine tectonic phases in the geological history of Hungary. – Anuarul Institutului de Geologie si Geofizica 60, 51-56. Bucharest.
16. CSILLAGNÉ TEPLÁNSZKY E., CSONGRÁDI J., KORPÁS L., PENTELÉNYI L. & VETŐNÉ ÁKOS É. 1983: A Börzsöny hegység központi területének földtani felépítése és ércesedése. – Magyar Állami Földtani Intézet Évi Jelentése 1981-ró7, 77-128.
17. KAISER M., KNAUER J., KOPEK G., KORPÁS L., BENCE G. & BERNHARDT B. 1983: Bakonyszentkirály (A Bakony hegység földtani térképe). Észlelési térkép 1:20 000 – Magyar Állami Földtani Intézet, Budapest.
18. KNAUER J., KOPEK G. & KORPÁS L. 1983: Bakonyszentkirály (A Bakony hegység földtani térképe). Fedetlen földtani térkép 1:20 000 – Magyar Állami Földtani Intézet, Budapest.
19. KNAUER ]., KOPEK G., KAISER M., KORPÁS L. & BENCE G. 1984: Bakonyszentkirály (Magyarázó a Bakony hegység 20 000-es földtani térképsorozatához) – Magyar Állami Földtani Intézet, 43 p.
20. KORPÁS,L., MÁRTON,E. & VELJOVIC,D. 1985: Reconstruction of basalt eruption history in the Transdanubian Central Mountains, Hungary. – VlIIth Congress of RCMNS, Abstracts, p. 321.Budapest.
21. PONCE, N., KORPÁS, L. & RAZUMOVSKIY, O.1985: The bauxité perspectives of the Cuban Neogene. – VlIIth Congress of RCMNS, Abstracts, p. 476. Budapest.
22. KORPÁS, L . & MÁRTON-SZALAY, E. 1985: Basalt volcanological reconstruction in the Transdanubian Central Mountains, Hungary. – Memorias del VI. Congreso Latinoamericano de Geología 2,153-162. Bogotá.
23. KORPÁS L., PONCE SEOANE, N. & RAZUMOVSKIY, O. 1986: Bauxitiferous epoches in Cuba and their comparison with bauxitiferous horizons of the Caribbean region and its surroundings. – llth Caribbean Geological Conference, Abstracts, 125-126. Barbados.
24. CSÁSZÁR, G., HAAS, J., HALMAI J., HÁMOR, G. & KORPÁS, L. 1987: The Role of Middle and Late Alpine tectonic Phases in the Geological History of Hungary. – In: LEONOV, Yu. G. & KHAIN, V E. 1987: Global Correlation of Tectonic Movements. John Wiley et Sons Ltd. 173-178.
25. RAZUMOVSKIY, O., PONCE, N., DANILIUK, L., DILLA, M. & KORPÁS L. 1987: Diaszporos bauxitok Nyugat Kubában, (oroszul). – Litologia és nyersanyagok 5, 27-35. Moszkva.
26. KORPÁS, L. 1988: Bauxité geological model of tropical island arcs. – IAS, 9th Regional Meeting of Sedimentology, Abstracts p . 125. Leuwen.
27. RAZUMOVSKII, O., PONCE, N., DANILYUK, L., DILLA, M. & KORPÁS, L. 1988: Diaspore bauxites of western Cuba. – Lithology and Mineral Resources 22/5, 434-441, Consultants Bureau, New York, NY, United States.
28. KORPÁS L . 1988: Az óceáni trópusi szigetívek bauxitprognózisának földtani-módszertani alapjai Kuba példáján. – Földtani Kutatás 31/3-4,1-74.
29. KORPÁS, L. 1989: A bauxité geological model of tropical island arcs. – Magyar Állami Földtani Intézet, Special Papers 1,1-19.
30. KORPÁS, L. 1989: Modelo bauxitifero de arcos insulares tropicales. – Resumenes del Primer Congreso Cubano de Geología p.137. La Habana.
31. NAGY, E., BREZSNYÁNSZKY, K., KORPÁS, L. & SOUSIN, O. 1989: Perfil transversal tectónico-interpretativo de Cuba Orientaal. – Resumenes del Primer Congreso Cubano de Geología110-111. La Habana.
32. PONCE, N., RAZUMOVSKIY, O., GONZALEZ, E., KORPÁS, L., CARILLO, D., DILLA, M. & PEREZ, M. 1989: Las características geomorfológicas de Cuba y su relaación con las manifestaciones de rocas bauxiticas. – Resúmenes del Primer Congreso Cubano de Geología p . 74. La Habana.
33. KORPÁS L. & JUHÁSZ E. 1990: Paleokarszt földtani modellek. – Karszt és Barlang 2,105-116.
34. KORPÁS L. & JUHÁSZ E.1991: Paleokarszt földtani modellek és kutatásuk módszerei. – Borsodi Műszaki Gazdasági Élet 4, 32-37. Miskolc.
35. BENCE G., CSÁSZÁR G., DARIDA TICHY M., DUDKO A., GÁLOS M., GANGL G., KERTÉSZ P, KORPÁS L. & ZIER Ch. 1991: Geologische und ingenieurgeologische Beschreibung der Donaustufe Nagymaros. – Jubilaumsschrift 20 Jahre geologische Zusammenarbeit, Österreich-Ungarn 1 , 385-400.
36. KORPÁS, L. & ITURRALDE VINENT, M. 1992: The Cuban paleokarst: facts and potential. – 13th Caribbean Geological Conference, Abstracts p . 126, Pinar del Rio.
37. KORPÁS, L., JUHÁSZ ,E. & SZABÓ , I, 1992: Middle and Upper Triassic paleokarst in the Transdanubian Central Range, Hungary. – 7th Congress of ICSOBA, Abstracts p . 5, Balatonalmádi.
38. KORPÁS, L., JUHÁSZ, E.& SZABÓ, I. 1992a: Middle and Upper Triassic paleokarst in the Transdanubian Central Range, Hungary. – IAS, 13th Regional Meeting of Sedimentology, Abstracts p. 77, Jena.
39. ITURRALDE VINENT, M., KORPÁS, L., NAGY, E., FAJON, J. & OROPESA, P. 1992: Cuban K-Ar isotopic dating: Preliminary interpretation. – 13th Caribbean Geological Conference, Abstracts, 79-80. Pinar del Rio.
40. NAGY, E., BREZSNYÁNSZKY, K., KORPÁS, L. & SUSIN, O. 1992: Perfil transversal tectonico-interpretativo de Cuba Oriental. – Ciencias de la Tierra y del Espacio 20, 52-56, La Habana.
41. KORPÁS, L. & JUHÁSZ, E. 1993: Geological models of paleokarsts. – In: ZÁMBÓ, L. & VERESS, M. 1993: Conference on the karst and cave research activities of educational and research institutions in Hungary. 5-21, Jósvafő.
42. NÁDOR, A., KORPÁS, L . & JUHÁSZ, E . 1993: Paleokarst, controlled b y high-frequency sea-level changes, Buda Mountains, Hungary. – Magyar Állami Földtani Intézet Évi Jelentése 1991-ről, 111-127.
43. KORPÁS, L. & LÁNG, B. 1993: Timing of volcanism and metallogenesis in the Börzsöny Mountains, Northern Hungary. – Ore Geology Reviews 8, 477-501.
44. KORPÁS, L. 1994: Budapest, capital of Hungary, a city of spas and caves on the River Danube. – Episodes 17/4, 1-2.
45. KORPÁS L. 1994: Rendhagyó leltár. -Ezredvég 7, 78-79.
46. KORPÁS L. 1995: 125 éves a Magyar Állami Földtani Intézet. – Földrajzi Közlemények 119/43,173-175.
47. KORPÁS, L. 1995: Inventario irregular. – Carta mensual de la Sociedad Cubana de Geología, Septiembre, p. 1.
48. JUHÁSZ, E., KORPÁS L. & BALOG, A. 1995: Two hundred millión years of karst history, Dachstein Limestone, Hungary. – Sedimentology 42, 473-489.
49. FORMELL, F. C. & KORPÁS, L. 1996: The Carlin Gold Potential of Cuba. – 30th International Geological Congress, Beijing, China CD-ROM.
50. ITURRALDE VINENT, M., MILLÁN, G. KORPÁS, L. NAGY, E. & PAJÓN, J. 1996: Geological interpretation of the Cuban K-Ar database. — In: ITURRALDE VINENT, M. A. 1996: Cuban ophiolites and volcanic arcs. – IUGS Project 364, Caribbean ophiolites and volcanic arcs. Special Contribution 1, 48-69, Miami USA.
51. KORPÁS L ., LANTOS, M . & LELKES, Gy . 1996: Integrated stratigraphy, evolution and early marine karstification of a Late Eocene Oligocene carbonate shelf, Buda Hills Hungary. – 30th International Geological Congress, Beijing, China, Abstracts 2, p . 204
52. KORPÁS, L. & HOFSTRA, A. 1996: Potential for Carlin-type Gold Deposits in Hungary. – 30th International Geological Congress, Beijing, China CD-ROM.
53. KORPÁS L . 1996: A fontanari óvoda Havannában. – Ezredvég 1, 46-48.
54. KORPÁS L . 1996: Geological models of paleokarst systems: theory and applications. – IAG, European Regional Geomorphological Conference, Abstractsp. 75. Veszprém, Hungary.
55. KORPÁS L . 1997: A Visegrádi-hegység. – In: KARÁTSON D. & SZÁRAZ M. Gy. (szerk.): Pannon enciklopédia. Magyarország földje. 327-328. Kertek 2000, Szentendre.
56. KORPÁS L., KOVÁCSVÖLGYI S. 1997: Eltemetett paleogén vulkán a Budai-hegység DK-i előterében. (A Wein paleovulkán rekonstrukciója). – Földtani Közlöny 126/2-3,155-175.
57. KORPÁS L . & KOVÁCSVÖLGYI S. 1997: Egy elképzelt paleovulkán, avagy mentségünkre legyen mondva. – Földtani Közlöny 126/2-3,181-183.
58. KORPÁS L., ÓDOR L., HORVÁTH I., CSIRIK Gy, HAAS J., HOFSTRA, A. & LEVENTHAL J. 1997: Carlin arany Magyarországon. – Földtani Kutatás 34/4, 3-9.
59. KORPÁS,L. & VETŐ,I. 1997: Oilgenesis,migration and accumulation around and in the Nagylengyel paleokarst. – AAPG International Conference and Exhibition, Vienna, Abstracts, p . 33.
60. KORPÁS,L. & VETŐ,I. 1997: Oilgenesis, migration and accumulation around and in the Nagylengyel paleokarst. – AAPG Bulletin 81/8,1391.
61. KORPÁS, L . 1998: Geological model of paleokarst systems: theory and applications. – Geografia Fisica e Dinamica Quaternaria 21/1, 41-48.
62. PÉCSKAY, Z., BALOGH, K., EBNER, E., EDELSTEIN, O., FULOP, A., GYARMATI, P., KALICIAK, M., KONECNY., V., KORPÁS, L., KOVÁCS, M., LEXA, J., MÁRTON, E., PAMIC, J., PÓKA, T, ROSU, E., SEGHEDI, I., SZAKÁCS, A ., SZÉKY FUX, V., ZELENKA, T. & ZEC ,B. 1998: Map of Neogene-Quaternary volcanics in the Carpatho-Pannonian Region.1:1000000(A progress report).-Poster, presented at the 16th Congress of CBGA, Vienna, 1998.
63. KORPÁS L. 1998: Új, Carlin típusú aranyérc kutatása Magyarországon. – Magyar Geológiai Szolgálat és intézeteinek beszámolója 1997. évi költségvetési tevékenységéről, 1-4.
64. KORPÁS L., CSILLAGNÉ TEPLÁNSZKY E., HÁMOR G., ÓDOR L., HORVÁTH I., FÜGEDI U . & HARANGI Sz. 1998: Magyarázó a Börzsöny és a Visegrádi-hegység földtani térképéhez. 1:50 000 – Magyar Állami Földtani Intézet Térképmagyarázói, Budapest, 216 p.
65. KORPÁS, L. 1998: Palaeokarst studies in Hungary. – Geological Institute of Hungary, Occasional Papers 195,140 p .
66. KORPÁS, L. 1998: Geology, structure and palaeokarst evolution of the Buda Hills, Hungary. – Subcity'98. Caves under cities and uurban areas. International conference. Abstracts, 14-15. Magyar Karszt- és Barlangkutató Társulat, Budapest.
67. KORPÁS, L. 1998: Geology, structure and paleokarst evolution of the Buda Hills. – Subcity'98. Caves under cities and uurban areas. Hungarian Speleological Society, Budapest, 136-138.
68. KORPÁS, L . & SALAS, R . 1998: Preface to the Hungarian-Spanish Intergovernmental S-T Cooperation Programme: Project No. 21. Paleokarst and Raw Materials. – Acta Geologica41/1,1-2.
69. KORPÁS, L. 1999: The Visegrád Mountains. – In: KARÁTSON (ed.) The Pannon Encyclopaedia. The land that is Hungary. CD-ROM, Publisher Kertek 2000.
70. KORPÁS, L. & HOFSTRA, A. H. 1999: Potential for Carlin-type gold deposit in Hungary. – Geologica Hungarica series Geologica 24,133-135.
71. LEVENTHAL, J. 1999: The Carlin gold project in Hungary (1995-1998). – Geologica Hungarica series Geologica 24,151-167.
72. KORPÁS, L., HOFSTRA, A. H., ÓDOR, L., HORVÁTH, I., HAAS, J. & ZELENKA, T 1999: Evaluation of the prospected areas and formations. – Geologica Hungarica series Geologica24,197-293.
73. DREW, L. J. BERGER, B. R., BAVIEC, W J., SUTPHIN, D . M ., CSIRIK, G y , KORPÁS, L., VETŐ-ÁKOS, É., ÓDOR, L. & KISS T. 1999: Mineral-resource assessment of the Mátra and Börzsöny-Visegrád Mountains, North Hungary. – Geologica Hungarica series Geologica 24, 79-96.
74. HAAS, ]., HÁMOR, G. & KORPÁS, L. 1999: Geological setting and tectonic evolution of Hungary. – Geologica Hungarica series Geologica 24,179-196.
75. HOFSTRA, A. H ., KORPÁS, L., CSALAGOVITS, I., JOHNSON, C A . & CHRISTIANSEN, W D . 1999: Stable isotopic study of the Rudabánya iron mine. A carbonate-hosted siderite, barite, base-metal sulfide replacement deposit. – Geologica Hungarica series Geologica 24, 295-302.
76. ÓDOR, L., MCCAMMON R., KORPÁS, L. & HOFSTRA, A. H. (eds.) 1999: Deposit modeling and environmental risks. Potential for Carlin-type gold deposit in Hungary. – Geologica Hungarica series Geologica 24, 331 p..
77. PÉCSI, M., ÁDÁM, A., ÁRKAI, E, BALOGH, J., BIDLÓ, G., BORSY, Z., BREZSNYÁNSZKY, K., DANK, V, DUDICH, E., FALLER, G., FODOR, E, GÁBRIS, Gy., HAHN, Gy, HÁMOR, G., HARTYÁNI, ZS., HORVÁTH, G., HORVÁTH, E, JAKUCS, L., JUHÁSZ, Á., KERÉNYI, A., KERTÉSZ, Á., KISARI BALLA, Gy, KLINGHAMMER, L, KORPÁS, L., LÓCZY, D., LOVÁSZ, Gy, MAROSI, S., MEZŐSI, G., MIKE, K., MOLNÁR, B., NEMECZ, E., NÉPPEL, E, PAPP-VÁRY, Á., PINCZÉS, Z., POGÁCSÁS, Gy., PÓKA, T, POSGAY, K., RÓNAI, A., SCHWEITZER, E, SOMOGYI, S., SZABÓ, J., SZEDERKÉNYI, T, SZÉKELY, A. & ZÁMBÓ, L. 1999: Landform evolution studies in Hungary. – Studies in Hungary 30, 216 p., Akadémia Kiadó, Budapest.
78. KORPÁS L. 1999: A dunabogdányi Csódi-hegy földtana. – Topographia Mineralogica Hungariae 6, 39-58. KORPÁS L. 1999: Középső triász. 235 millió éves paleodolina a Balatonfelvidéken (Liter, Hajnáskér). – Karsztfejlődés III. Szombathely 93-118.
79. KORPÁS L. & CSILLAGNÉ TEPLÁNSZKY E. 1999: A Börzsöny-Visegrádi-hegység és környezetének fedetlen földtani térképe. M=l:50 000. – Magyar Állami Földtani Intézet.
80. KORPÁS L. & VETŐ I. 1999: Olajképződés, migráció és csapdázódás a nagylengyeli paleokarszt rendszerben. Magyar Geofizikusok Egyesülete és a Magyarhoni Földtani Társulat 1999.évi vándorgyűlése, Zalakaros, Összefoglalás 24 p.
81. KORPÁS, L., LANTOS, M. & NAGYMAROSY, A. 1999: Timing and genesis of early marine caymanites in the hydrothermal palaeokarst system of Buda Hills, Hungary. – Sedimentary Geology 123, 9-29.
82. KORPÁS, L., ÓDOR, L., HORVÁTH, I. & HOFSTRA, A. 1999: Evaluation of Carlin-type gold mineralization in Hungary. – Berichte der Deutschen Mineralogischen Gesellschaft 1, p. 134. (Beihefte zur European Journal of Mineralogy 11).
83. HARANGI, SZ., KORPÁS, L. & WEISZBURG, T 1999: Miocéné calc-alkaline volcanism of the Visegrád Mts., Northern Pannonian Basin. – Berichte der Deutschen Mineralogischen Gesellschaft 2,7-21. (Beihefte zum European Journal of Mineralogy 11.).
84. LANTOS, M., KORPÁS, L., KOVÁCS-PÁLFFY, E, KORDOS, L. & KROLOPP, E. 2000: Sedim entology and chronology of. Quaternary lacustrine travertine key sections – an integrated study in Hungary. – 31st International Geological Congress, Rio de Janeiro, Brazil, CD-ROM.
85. HAAS J., KORPÁS L., TÖRÖK Á., DOSZTÁLY L., GÓCZÁN E, HÁMORNÉ VIDÓ M., ORAVECZNÉ SCHEFFER A. & TARDINÉ FILÁCZ E. 2000: Felső-triász medence és lejtő fáciesek a Budai-hegységben – a Vérhalom téri fúrás vizsgálatának tükrében. – Földtani Közlöny 130/3, 371-421.
86. KORPÁS L. 2000: Carlin típusú aranyérc kutatási lehetőségei a Kőszegi-hegységben és a V as-hegyen. – Vasi Szemle 54/3, 325-335.
87. HEVESI A., KORPÁS L. 2000: A Kárpátok és a Kárpát-medence felszínfejlődése. Program és előadás kivonatok. (A földtudományok a Kárpát-medence fejlődéséről. Múltbeli és jelenkori tendenciák. Sokféleség az egységben.) – HUNGEO 2000, Magyar Földtudományi Szakemberek Világtalálkozója, Piliscsaba, 2000. augusztus 15-19. Magyarhoni Földtani Társulat, Budapest.
88. KORPÁS L. szerk. (BÖRCSÖK E, BRÓDY A., DÉNES Gy., HAZSLINSZKY T, JAKUCS L., KALINOVITS S., KISS A., KORPÁS L., KRAUS S., LACZKOVITS G., LEÉL-ŐSSY Sz., SÁSDI L., SZÉKELY K., TAKÁCSNÉ BOLNER K., TARDY J.) 2000: – Budapest, a barlangok fővárosa. Milleniumi Barlangnap, 2000. június 23-25. Magyar Karszt- és Barlangkutató Társulat, Budapest, 66 p.
89. KORPÁS L. (szerk.) (CSÁSZÁR G., KECSKEMÉTI T, KORPÁS L., TOLNAI G., T DOBOSI V, & RÉTVÁRI L.) 2000: Kirándulásvezető. (A földtudományok a Kárpát-medence fejlődéséről. Múltbeli és jelenkori tendenciák. Sokféleség az egységben.) – HUNGEO 2000, Magyar Földtudományi Szakemberek Világtalálkozója, Piliscsaba, 2000. augusztus 15-19. Magyarhoni Földtani Társulat, Budapest, 38 p.
90. KORPÁS, L. 2000: Geology and karst evolution of the Tapolca Basin, Transdanubian Rangee, Hungary. – In: 5th UIS Cave Diving Camp, Tapolca, September 14-19. 2000, 2-8.
91. KORPÁS, L. (red.) 2000: Pasado, presente y futuro. Colaboración geológica entre Hungría y Cuba. – Publicación especial 119, del Instituto de Geología de Hungría, 90 p.
92. KORPÁS, L. 2000: Que sucedió en Cuba después de 1990. In: Pasado, presente y futuro. Colaboración geológica entre Hungría y Cuba. – Publicación especial 119, del Instituto de Geología de Hungría, 7-14.
93. KORPÁS, L. 2000: Inventario irregular. In: Pasado, presente y futuro. Colaboración geologica entre Hungría y Cuba. – Publicación especial 119, del Instituto de Geológia de Hungría, 57-60.
94. KOVÁCS, G. P & KORPÁS, L 2000: Los especialistas húngaros de ciencias de la tierra en Cuba entre 1962 y 2000. In: Pasado, presente y futuro. Colaboración geologica entre Hungría y Cuba. – Publicación especial 119, del Instituto de Geológia de Hungría, 63-68.
95. KORPÁS L. 2000: Összefoglalás. – In: Pasado, presente y futuro. Colaboración geologica entre Hungría y Cuba. Publicación especial 119, del Instituto de Geológia de Hungría, 89-90.
96. KORPÁS L. 2001: Az Anna-barlang és a Palota szálló függő kertjének édesvízi mészköve. – In: LESS Gy. e t al.: Kirándulásvezető a Magyarhoni Földtani Társulat 2001. évivándorgyűlésén, Miskolc, 2001 június 8-10, p. 3.
97. KORPÁS, L.2001: Budapest anditssurroundings. – In: DUDICHE.(ed.): Field Guide, Hungary. 30 September – 06 October 2001, p. 4-8. Magyarhoni Földtani Társulat, Budapest.
98. KORPÁSL. 2002: L.TRUNKÓ et al.1999: Sammlung geologischer Führer91. Ungarn Bergland um Budapest, Balaton Oberland, Südbakony. Könyvismertetés. – Földtani Közlöny 132/1,138-139.
99. KORPÁS L . 2002: Carlin arany Magyarországon. (Carlin gold i n Hungary). – Doktori értekezés tézisei, 1-21. Magyar Tudományos Akadémia.
100. KORPÁS L. 2002: Elnöki köszöntő. Kelet és Nyugat Határán. Földtudományi oktatás és szemléletformálás a környezet é s a természet védelmében. – GEO 2002, Magyar Földtudományi Szakemberek VI. Világtalálkozója, Sopron, p. 1.
101. KORPÁS L. 2002: Visegrádi-hegység. – In: KARÁTSON D . (szerk.): Magyarország földje. Kitekintéssel a Kárpát-medence egészére. – Magyar Könyvklub, 355-357, Budapest.
102. PEREGI ZS. & KORPÁS L . 2002: Felső-kréta forráskúpok a Vértes hegységben. In.: Hegységek és előtereik földtani kutatása. Magyarhoni Földtani Társulat 2002. évi vándorgyűlése a Vértesben. Előadáskivonatok, Bodajk, 2002. június 27-29, p. 10.
103. PEREGI ZS. & KORPÁS L . 2002: Felső-kréta forráskúpok a Vértes hegységben. – Földtani Közlöny 132/3-4, 477-480.
104. KORPÁS L., FODOR L., MAGYARI Á., DÉNES Gy. & ORAVECZ J. 2002: A Gellért-hegy földtana, karszt- és szerkezetfejlődése. – Karszt és Barlang 1998-1999/1-2, 57-93.
105. KORPÁS L., LANTOS M ., KOVÁCS-PÁLFFY E, FÖLDVÁRI M ., KORDOS L., KROLOPP E., STÜBEN, D . & BERNER ZS. 2003: A budai Vár-hegy édesvízi mészkövének szedimentológiája, geokémiája, kronológiája és paleokarszt fejlődése. – Karsztfejlődés 5, p. 27, Szombathely.
106. KORPÁS L., LANTOS M., KOVÁCS-PÁLFFY P,, FÖLDVÁRI M., KORDOS L., KROLOPP E., STÜBEN, D . & BERNER ZS. 2003: A budai Vár-hegy édesvízi mészkövének szedimentológiája, geokémiája, kronológiája és paleokarszt fejlődése. – Karsztfejlődés 8, 81-105. Szombathely.
107. KORPÁS, L. 2003: Preface to the volume "Travertine". – Acta Geologica 46/2,129-130.
108. KORPÁS, L.2003: Basic pattern ofQuaternary travertine: a review with special regard to the Hungarian deposits. – Acta Geologica 46/2,131-148.
109. BAJNÓCZI, B., DEMÉNY, A. & KORPÁS, L. 2003: Stable isotope study in a weakly developed paleosol horizon in the Quaternary Vár-hegy travertine (Budapest, Hungary). – Acta Geologica46/2,149-160.
110. KELE S., KORPÁS L., KOVÁCS-PÁLFFY P & LANTOS M. 2003: Sedimentology, mineralogy, lake evolution and chron-ology of the Quaternary Tata thermal lacustrine travertine (Hungary). – Topical issues of the research of Middle Palaeolithic period in Central Europe, Tata-Castle, Tata, Hungary, 20-23 October 2003.
111. SIKLÓSY, Z., GÁL-SÓLYMOS, K., KORPÁS, L. & SZABÓ, CS. 2003: Petrologic studies on carbonate cone in the South Vértes Mts. (W-Hungary). – Mitteilungen der Österreichischen Mineralogischen Gesellschaft 148, 290-291.
112. KORPÁS, L . (ed. )2004: Climatic and tectonic controls on travertine formation: the case of the Pannonian Basin. Collection of reprints, preprints, submitted papers and abstracts. – Geological Institute of Hungary, 231p.
113. BAJNÓCZI B. & KORPÁS L. 2004: Traces of thermal spring activity at the Balogh cliff (Buda Mountains, Hungary). – In: KORPÁS, L. (ed.): Climatic and tectonic controls on travertine formation: the case of the Pannonian Basin. – Collection of reprints, preprints, submitted papers and abstracts. Geological Institute of Hungary, p . 219.
114. BAJNÓCZI, B. & KORPÁS, L. 2004: Weakly developed paleosol horizon in the Quaternary Vár-hegy travertine (Budapest, Hungary). – In: KORPÁS, L. (ed.): Climatic and tectonic controls on travertine formation: the case of the Pannonian Basin. – Collection of reprints, preprints, submitted papers and abstracts. Geological Institute of Hungary, p. 220.
115. KELE, S., KORPÁS, L., DEMÉNY, A., MEDZIHRADCZKY, ZS., KOVÁCS-PÁLFFY, P & LANTOS, M. 2004: Petrography and geochemistry of travertines from Tata, Porhanyó quarry (Hungary). – In: KORPÁS, L. (ed.): Climatic and tectonic controls on travertine formation: the case of the Pannonian Basin. – Collection of reprints, preprints, submitted papers and abstracts. Geological Institute of Hungary, 185-211.
116. SIKLÓSY Z., DEMÉNY A., SZABÓ CS., GÁL SÓLYMOS K. & KORPÁS L. 2004: Petrologic, geochemical and stable isotopic studies on the Upper Cretaceous travertine cone and red calcites. – In: KORPÁS L. (ed.): Climatic and tectonic controis on travertine formation: the case of the Pannonian Basin.- Collection of reprints, preprints, submitted papers and abstracts. Geological Institute of Hungary, 211-217.
117. KORPÁS L., KOVÁCS-PÁLFFY P, LANTOS M, FÖLDVÁRI M., KORDOS L., KROLOPP E., STÜBEN, D. & BERNER ZS. 2004: Sedimentology, geochemistry, chronology and paleokarst evolution of Quaternary thermal lacustrine travertine. An integrated case study from Vár-hegy, Budapest, Hungary. – Földtani Közlöny 134/4, 541-562.
118. KORPÁS L. 2004: Spanyolország földtana. – In: MOLNÁR B. (szerk.): Fejezetek a világ regionális földtanából. Szeged, 89-93.
119. KORPÁS L. 2004: Kuba fejlődéstörténeti é s szerkezeti rekonstrukciója. – In: MOLNÁR B. (szerk.): Fejezetek a világ regionális földtanából. Szeged, 311-321.
120. KORPÁS L.2004: Elnöki köszöntő. Délvidéki tájakon. Program, előadáskivonatok, – GEO 2004, Magyar Földtudományi Szakemberek VII. Világtalálkozója, Szeged, p . 1.
121. KORPÁS L. & KORPÁSNÉ HÓDI M. 2004: A Délvidék (Bácska é s Bánát) neogén-negyedidőszaki képződményeinek rövid jellemzése. – In: Kocsis K. & DUDICH E. (szerk): Délvidéki tájakon. Kirándulásvezető, – GEO2004, Magyar Földtudományi Szakemberek VII. Világtalálkozója, Szeged, 9-19.
122. KORPÁS. L. 2004: Modelos geológicos de sistemas paleocársticos. Teória y su posible aplicación en la Sierra Gorda, México. – Primer Encuentro de Investigación sobre la Sierra Gorda, Memooria, Jalpan de Serra, Queretáro, México 162-171.
123. BAJNÓCZI, B. & KORPÁS, L . 2004: Stable isotope study in a paleosol horizon of the Quaternary Vár-hegy ravertine (Budapest, Hungary). – Berichte des Institutes für Erdwissenschaften der Karl-Franzens- Universitat Graz 8, Isotope Workshop volume, 3-5.
124. KELE S., DEMÉNY A., KORPÁS L., KOVÁCS-PÁLFFY E & LANTOS M. 2004: Stable isotope geochemical and petrographic studies on travertines from Tata, Porhanyó-Quarry (Hungary). – Berichte des Institutes für Erdwissenschaften der Karl-Franzens-Universitat Graz 8, Isotope Workshop volume, 72-74.
125. SIKLÓSY Z., DEMÉNY A., SZABÓ CS., GÁL SÓLYMOS K. & KORPÁS L. 2004: Petrologic and stable isotopic studies on the Upper Cretaceous travertine cone and red calcites (Vértes-Mts., Hungary). Evidences for magmatic fluid influence. – Berichte des Institutes für Erdwissenschaften der Karl-Franzens-Universitaat Graz 8, Isotope Workshop volume, 121-123.
126. BENDŐ ZS., KORPÁS L. & LANTOS M. 2004: What time is needed for laccolith formation? A case study from Csódi-hegy, Dunabogdány, Hungary. – 32th 1GC Florence, Scientific Sessions, Abstract 1, p . 615.
127. SIKLÓSY Z., DEMÉNY A., SZABÓ CS., GÁL SÓLYMOS K. & KORPÁS L. 2004: Petrologic geochemical and stable isotopic studies on the Upper Cretaceous travertine cone and red calcites (Vértes-Mts.,Hungary). – Evidences for magmatic fluid influence. 32th IGC Florence, Scientific Sessions, Abstract 2,1308-1309.
128. KORPÁS L. 2005: A Börzsöny és a Visegrádi – hegység földtani felépítésének vázlata. – Börzsönyvidék 3., Börzsöny Múzeum Baráti Körének Kiadványa, 9-27.
129. BAJNÓCZI B., KORPÁS L. & TÓTH M. 2005: Triász termális forráskúp a Budai-hegységben. – Karsztfejlődés VIII. Konferencia, Szombathely, Előadások összefoglalója p. 14.
130. BENDŐ, Zs. & KORPÁS, L. 2005: How much time is needed for laccolith-formation? A new approach based on a case study from Csódi-hegy, Dunabogdány, Hungary. – Acta Geologica Hungarica 48/3, 299-316.
131. KELE, S., KORPÁS, L., DEMÉNY, A., KOVÁCS-PÁLFFY, P, LANTOS, M. & MEDZIHRADCZKY, Zs. (közlésre elfogadva): Petrography and geochemistry of travertines from Tata, Porhanyó-Quarry (Hungary). – Acta Geologica Hungarica.